# VBT
VBT A/S (Vognmændenes BusTrafik) er et busselskab med kontor i Glostrup. Selskabet er en sammenslutning af flere forskellige vognmænd, og råder over en flåde på 300 minibusser, hvoraf hovedparten er forsynet med lift og fastspændingsmuligheder for kørestole.
Selskabet blev stiftet i 1987, og blev udvidet i 2002 med købet af Ballerup Minibus.
Selskabet kører patient- og skolekørsel. I 2003 blev der foretaget 1.700.000 kørsler for Københavns og Roskilde amter samt 22 københavnske kommuner.

## Opkøbte selskaber

### Ballerup Minibus
Ballerup Minibus kørte indtil det blev købt af VBT i 2002 handicap- og skolebuskørsel i det tidligere Københavns Amt. Selskabet var beliggende i lokaler på Energivej 10 i Ballerup og havde en vognpark bestående af ca. 80 køretøjer, hovedsageligt af typen Mercedes-Benz Sprinter.